# 馬利蘭車站
马利兰车站（英语：Maryland railway station）是位於大東部主線的伊利沙伯線鐵路站，位于倫敦的紐漢區，属于倫敦軌道運輸第3收費區。

## 概況
本站位於马利兰，鄰近英女王伊麗莎白二世奧林匹克公園。原位於斯特拉特福德站前的“扭曲的時鐘”雕塑亦遷移至本站站前。大盎格利亞列車、週末來往利物浦街和紹森德的c2c列車均過站不停。

## 歷史

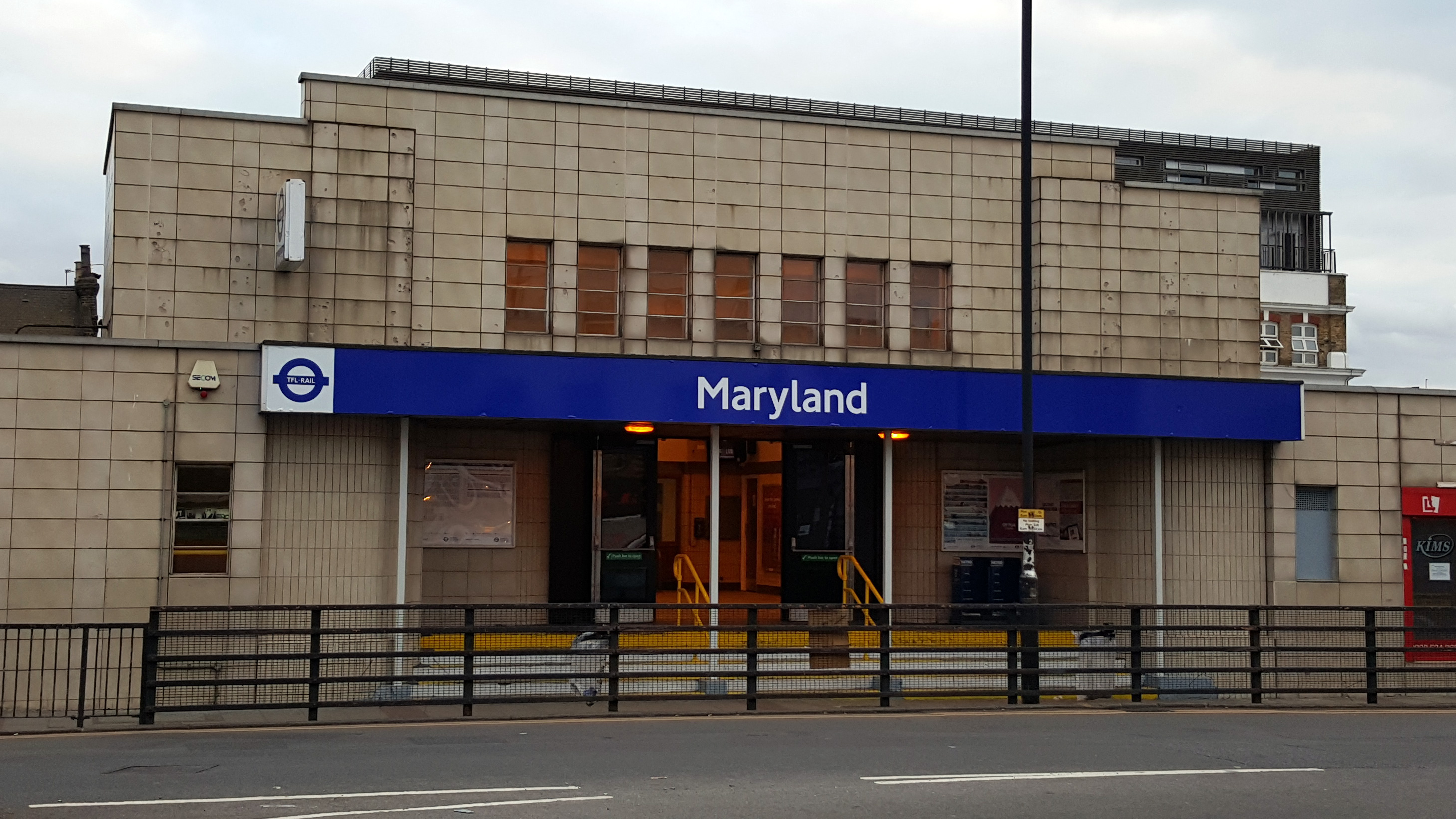
2015年7月時的馬利蘭車站入口

1873年，本站開通，由大東部鐵路負責管理，車站名稱為马利兰角。1891年，本站進行了大規模重建。1940年10月28日，本站改為現在名稱。之後，4個站台中僅有2個站台維持正常的客運辦理。在2012年7月27日至8月12日的2012年夏季奧林匹克運動會期間，本站因無法承擔大規模的客流衝擊而暫時關閉。
倫敦交通局曾計劃延長本站月台至200米，以容納日後於本站運作的伊利沙伯線9卡列車。然而，由於受地理條件限制，月台延長的成本太高，因此倫敦交通局改為決定於本站實施選擇性車門操作。
2015年5月31日至2022年5月24日，本站提供來往利物浦街和仙菲爾德的倫敦交通局鐵路列車服務。2022年5月24日起，該列車服務改由伊利沙伯線提供。2022年11月6日，除了清晨及深夜少數以利物浦街國鐵站為總站的列車外，其餘服務本站的列車均來往帕丁頓和仙菲爾德。

## 列車服務
本站的伊利沙伯線列車班次（每小時）為：
- 8班 西行 往帕丁頓
- 8班 東行 往修道院森林